# Arturo Campos
Arturo Campos (1934 - 5 septembre 2001) est un ingénieur électricien américain qui a travaillé à la NASA sur les systèmes électriques des programmes Apollo et Space Shuttle. Il a joué un rôle majeur dans la conception d'une solution à l'urgence survenue lors de la mission Apollo 13.

## Origines et éducation
Campos est né dans une famille mexicaine américaine à Laredo, Texas ; son père était mécanicien. Il est diplômé en 1952 de la Martin High School, a fréquenté le Laredo Junior College et, en 1956, a obtenu un diplôme en génie électrique de l'Université du Texas,,.

## Carrière
Il a travaillé à la Kelly Air Force Base en tant que superviseur de la maintenance des aéronefs avant de rejoindre la NASA en septembre 1963. Au Johnson Space Center, il a joué un rôle majeur dans le développement des systèmes électriques du vaisseau spatial Apollo et de la navette spatiale. Le 13 avril 1970, il était le responsable du sous-système responsable du système d'alimentation du module lunaire lorsque la mission Apollo 13 a subi une perte de puissance due à l'explosion d'une pile à combustible, et a ouvert la voie en concevant une solution pour que les trois astronautes à bord puissent revenir sur Terre en toute sécurité,,. Il a pris sa retraite de la NASA en 1980 et est devenu consultant en génie électrique à Houston.
Alors qu'il était au Johnson Space Center, Campos a créé sa branche de la Lulac et en 1974 est devenu son premier président,, était membre du programme d'héritage hispanique des employés et a servi comme garant de l'égalité des chances en matière d'emploi et de représentant du Programme d'action positive.

## Vie personnelle et mort
Campos et sa femme, Petra T. Campos, ont eu trois filles. Il est mort d'une crise cardiaque à son domicile de Clear Lake, au Texas, à 66 ans.

## Honneurs et héritage
Campos a partagé la Médaille présidentielle de la Liberté qui a été décernée au personnel de contrôle de mission après l'incident d'Apollo 13,.
Il a été intronisé au Martin High School Hall of Fame en 2002.
Après un consultation publique, son nom a été utilisé pour le mannequin masculin à utiliser pour tester l'exposition aux radiations et d'autres dangers lors de la mission lunaire Artemis I en 2021.